# Predator (franchise)

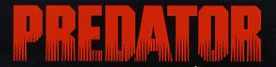
Logo del franchise

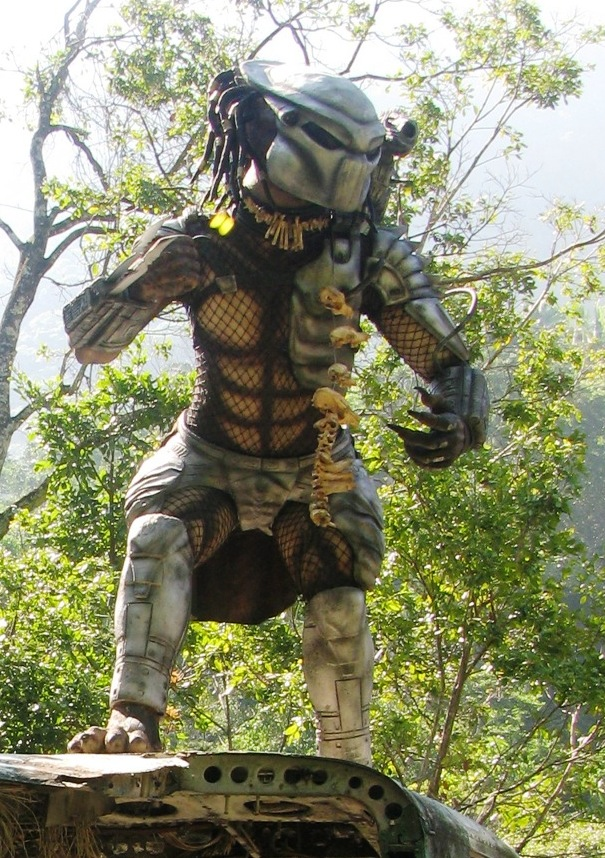
Statua del Predator dal set delle riprese del film (Puerto Vallarta, Messico)

Predator è un media franchise statunitense composto da sette film horror fantascientifici, otto adattamenti letterari, dodici fumetti e 17 videogiochi.
Dalla serie è stato tratto anche un franchise crossover con l'universo Alien, chiamato Alien vs. Predator, nato come serie a fumetti successivamente adattata in romanzi, videogiochi e due film; le premesse per la realizzazione di quest'ultimi nacquero dopo che nello scontro finale del film Predator 2 veniva raffigurato un teschio di Xenomorfo nella nave spaziale degli Yautja.

## Film
| Film                        | Data di uscita USA | Regia                            | Sceneggiatura                   | Soggetto                                           | Produttori                                                  |
| Serie principale            | Serie principale   | Serie principale                 | Serie principale                | Serie principale                                   | Serie principale                                            |
| --------------------------- | ------------------ | -------------------------------- | ------------------------------- | -------------------------------------------------- | ----------------------------------------------------------- |
| Predator                    | 12 giugno 1987     | John McTiernan                   | Jim e John Thomas               | Jim e John Thomas                                  | Lawrence Gordon, Joel Silver, John Davis                    |
| Predator 2                  | 21 novembre 1990   | Stephen Hopkins                  | Jim e John Thomas               | Jim e John Thomas                                  | Lawrence Gordon, Joel Silver, John Davis                    |
| Predators                   | 9 luglio 2010      | Nimród Antal                     | Alex Litvak, Michael Finch      | Jim e John Thomas                                  | Robert Rodriguez, John Davis, Elizabeth Avellan             |
| The Predator                | 14 settembre 2018  | Shane Black                      | Shane Black, Fred Dekker        | Jim e John Thomas, Shane Black, Fred Dekker        | John Davis                                                  |
| Predator: Badlands          | 7 novembre 2025    | Dan Trachtenberg                 | Dan Trachtenberg, Patrick Aison | Dan Trachtenberg                                   | John Davis, Brent O'Connor                                  |
| Serie prequel               |                    |                                  |                                 |                                                    |                                                             |
| Prey                        | 5 agosto 2022      | Dan Trachtenberg                 | Patrick Aison                   | Jim e John Thomas, Patrick Aison, Dan Trachtenberg | John Davis, Jhane Myers, Marty Ewing                        |
| Predator: Killer dei Killer | 6 giugno 2025      | Dan Trachtenberg, Joshua Wassung | Micho Robert Rutare             | Dan Trachtenberg, Micho Robert Rutare              | John Davis, Dan Trachtenberg, Marc Toberoff, Ben Rosenblatt |

## Personaggi e interpreti
Questa sezione include i personaggi che sono apparsi nella serie:
- La cella vuota e grigia scura indica che il personaggio non è presente nel film.

| Personaggio                     | Serie principale      | Serie principale       | Serie principale       | Serie principale   | Serie principale                | Serie prequel         | Serie prequel                |       |       |       |       |       |       |       |       |       |
| Personaggio                     | Predator              | Predator 2             | Predators              | The Predator       | Predator: Badlands              | Prey                  | Predator - Killer dei Killer |       |       |       |       |       |       |       |       |       |
| Umani                           | Umani                 | Umani                  | Umani                  | Umani              | Umani                           | Umani                 | Umani                        | Umani | Umani | Umani | Umani | Umani | Umani | Umani | Umani | Umani |
| ------------------------------- | --------------------- | ---------------------- | ---------------------- | ------------------ | ------------------------------- | --------------------- | ---------------------------- | ----- | ----- | ----- | ----- | ----- | ----- | ----- | ----- | ----- |
| Alan "Dutch" Schaefer           | Arnold Schwarzenegger |                        |                        |                    |                                 |                       |                              |       |       |       |       |       |       |       |       |       |
| Anna Gonsalves                  | Elpidia Carrillo      |                        |                        |                    |                                 |                       |                              |       |       |       |       |       |       |       |       |       |
| George Dillon                   | Carl Weathers         |                        |                        |                    |                                 |                       |                              |       |       |       |       |       |       |       |       |       |
| Billy Sole                      | Sonny Landham         |                        |                        |                    |                                 |                       |                              |       |       |       |       |       |       |       |       |       |
| Mac Eliot                       | Bill Duke             |                        |                        |                    |                                 |                       |                              |       |       |       |       |       |       |       |       |       |
| Blain Cooper                    | Jesse Ventura         |                        |                        |                    |                                 |                       |                              |       |       |       |       |       |       |       |       |       |
| Poncho Ramirez                  | Richard Chaves        |                        |                        |                    |                                 |                       |                              |       |       |       |       |       |       |       |       |       |
| Rick Hawkins                    | Shane Black           |                        |                        |                    |                                 |                       |                              |       |       |       |       |       |       |       |       |       |
| Homer Phillips                  | R.G. Armstrong        |                        |                        |                    |                                 |                       |                              |       |       |       |       |       |       |       |       |       |
| Mike Harrigan                   |                       | Danny Glover           |                        |                    |                                 |                       |                              |       |       |       |       |       |       |       |       |       |
| Leona Cantrell                  |                       | María Conchita Alonso  |                        |                    |                                 |                       |                              |       |       |       |       |       |       |       |       |       |
| Peter Keyes                     |                       | Gary Busey             |                        |                    |                                 |                       |                              |       |       |       |       |       |       |       |       |       |
| Jerry Lambert                   |                       | Bill Paxton            |                        |                    |                                 |                       |                              |       |       |       |       |       |       |       |       |       |
| Danny Archuleta                 |                       | Rubén Blades           |                        |                    |                                 |                       |                              |       |       |       |       |       |       |       |       |       |
| Adam Garber                     |                       | Adam Baldwin           |                        |                    |                                 |                       |                              |       |       |       |       |       |       |       |       |       |
| Phil Heinemann                  |                       | Robert Davi            |                        |                    |                                 |                       |                              |       |       |       |       |       |       |       |       |       |
| Brent Pilgrim                   |                       | Kent McCord            |                        |                    |                                 |                       |                              |       |       |       |       |       |       |       |       |       |
| King Willie                     |                       | Calvin Lockhart        |                        |                    |                                 |                       |                              |       |       |       |       |       |       |       |       |       |
| Gold Tooth                      |                       | Michael Mark Edmondson |                        |                    |                                 |                       |                              |       |       |       |       |       |       |       |       |       |
| Ramon Vega                      |                       | Corey Rand             |                        |                    |                                 |                       |                              |       |       |       |       |       |       |       |       |       |
| El Scorpio                      |                       | Henry Kingi            |                        |                    |                                 |                       |                              |       |       |       |       |       |       |       |       |       |
| Royce                           |                       |                        | Adrien Brody           |                    |                                 |                       |                              |       |       |       |       |       |       |       |       |       |
| Isabelle                        |                       |                        | Alice Braga            |                    |                                 |                       |                              |       |       |       |       |       |       |       |       |       |
| Edwin                           |                       |                        | Topher Grace           |                    |                                 |                       |                              |       |       |       |       |       |       |       |       |       |
| Roland Noland                   |                       |                        | Laurence Fishburne     |                    |                                 |                       |                              |       |       |       |       |       |       |       |       |       |
| Walter Stans                    |                       |                        | Walton Goggins         |                    |                                 |                       |                              |       |       |       |       |       |       |       |       |       |
| Nikolai                         |                       |                        | Oleg Taktarov          |                    |                                 |                       |                              |       |       |       |       |       |       |       |       |       |
| Hanzo                           |                       |                        | Louis Ozawa Changchien |                    |                                 |                       |                              |       |       |       |       |       |       |       |       |       |
| Mombasa                         |                       |                        | Mahershala Ali         |                    |                                 |                       |                              |       |       |       |       |       |       |       |       |       |
| Cuchillo                        |                       |                        | Danny Trejo            |                    |                                 |                       |                              |       |       |       |       |       |       |       |       |       |
| Quinn McKenna                   |                       |                        |                        | Boyd Holbrook      |                                 |                       |                              |       |       |       |       |       |       |       |       |       |
| Casey Bracket                   |                       |                        |                        | Olivia Munn        |                                 |                       |                              |       |       |       |       |       |       |       |       |       |
| Rory McKenna                    |                       |                        |                        | Jacob Tremblay     |                                 |                       |                              |       |       |       |       |       |       |       |       |       |
| Nebraska Williams               |                       |                        |                        | Trevante Rhodes    |                                 |                       |                              |       |       |       |       |       |       |       |       |       |
| Will Traeger                    |                       |                        |                        | Sterling K. Brown  |                                 |                       |                              |       |       |       |       |       |       |       |       |       |
| Coyle                           |                       |                        |                        | Keegan-Michael Key |                                 |                       |                              |       |       |       |       |       |       |       |       |       |
| Baxley                          |                       |                        |                        | Thomas Jane        |                                 |                       |                              |       |       |       |       |       |       |       |       |       |
| Lynch                           |                       |                        |                        | Alfie Allen        |                                 |                       |                              |       |       |       |       |       |       |       |       |       |
| Nettles                         |                       |                        |                        | Augusto Aguilera   |                                 |                       |                              |       |       |       |       |       |       |       |       |       |
| Emily McKenna                   |                       |                        |                        | Yvonne Strahovski  |                                 |                       |                              |       |       |       |       |       |       |       |       |       |
| Sean Keyes                      |                       |                        |                        | Jake Busey         |                                 |                       |                              |       |       |       |       |       |       |       |       |       |
| Naru                            |                       |                        |                        |                    |                                 | Amber Midthunder      | Amber MidthunderF            |       |       |       |       |       |       |       |       |       |
| Taabe                           |                       |                        |                        |                    |                                 | Dakota Beavers        |                              |       |       |       |       |       |       |       |       |       |
| Wasape                          |                       |                        |                        |                    |                                 | Stormee Kipp          |                              |       |       |       |       |       |       |       |       |       |
| Aruka                           |                       |                        |                        |                    |                                 | Michelle Thrush       |                              |       |       |       |       |       |       |       |       |       |
| Raphael Adolini                 |                       |                        |                        |                    |                                 | Bennett Taylor        |                              |       |       |       |       |       |       |       |       |       |
| Kehetu                          |                       |                        |                        |                    |                                 | Julian Black Antelope |                              |       |       |       |       |       |       |       |       |       |
| Paaka                           |                       |                        |                        |                    |                                 | Corvin Mack           |                              |       |       |       |       |       |       |       |       |       |
| Itsee                           |                       |                        |                        |                    |                                 | Harlan Kytwayhat      |                              |       |       |       |       |       |       |       |       |       |
| Huupi                           |                       |                        |                        |                    |                                 | Tymon Carter          |                              |       |       |       |       |       |       |       |       |       |
| Tabu                            |                       |                        |                        |                    |                                 | Skye Pelletier        |                              |       |       |       |       |       |       |       |       |       |
| Puhi                            |                       |                        |                        |                    |                                 | Samuel Marty          |                              |       |       |       |       |       |       |       |       |       |
| Ursa                            |                       |                        |                        |                    |                                 |                       | Lindsay LaVanchyV            |       |       |       |       |       |       |       |       |       |
| John J. Torres                  |                       |                        |                        |                    |                                 |                       | Rick GonzalezV               |       |       |       |       |       |       |       |       |       |
| Kenji Kamakami                  |                       |                        |                        |                    |                                 |                       | Louis Ozawa ChangchienV      |       |       |       |       |       |       |       |       |       |
| Vandenberg "Vandy"              |                       |                        |                        |                    |                                 |                       | Michael BiehnV               |       |       |       |       |       |       |       |       |       |
| Anders                          |                       |                        |                        |                    |                                 |                       | Damien HaasV                 |       |       |       |       |       |       |       |       |       |
| Kiyoshi Kamakami                |                       |                        |                        |                    |                                 |                       | Louis Ozawa ChangchienV      |       |       |       |       |       |       |       |       |       |
| Einar                           |                       |                        |                        |                    |                                 |                       | Doug CockleV                 |       |       |       |       |       |       |       |       |       |
| Freya                           |                       |                        |                        |                    |                                 |                       | Lauren HoltV                 |       |       |       |       |       |       |       |       |       |
| Ivar                            |                       |                        |                        |                    |                                 |                       | Jeff LeachV                  |       |       |       |       |       |       |       |       |       |
| Gunnar                          |                       |                        |                        |                    |                                 |                       | Piotr MichaelV               |       |       |       |       |       |       |       |       |       |
| Zoran                           |                       |                        |                        |                    |                                 |                       | Andrew MorgadoV              |       |       |       |       |       |       |       |       |       |
| Delgado                         |                       |                        |                        |                    |                                 |                       | Alessa Luz MartinezV         |       |       |       |       |       |       |       |       |       |
| Signor Torres                   |                       |                        |                        |                    |                                 |                       | Felix SolisV                 |       |       |       |       |       |       |       |       |       |
| Androidi                        |                       |                        |                        |                    |                                 |                       |                              |       |       |       |       |       |       |       |       |       |
| Thia                            |                       |                        |                        |                    | Elle Fanning                    |                       |                              |       |       |       |       |       |       |       |       |       |
| Tessa                           |                       |                        |                        |                    | Elle Fanning                    |                       |                              |       |       |       |       |       |       |       |       |       |
| Yautja (Predator)               |                       |                        |                        |                    |                                 |                       |                              |       |       |       |       |       |       |       |       |       |
| Jungle Hunter (Predator)        | Kevin Peter Hall      |                        |                        |                    |                                 |                       |                              |       |       |       |       |       |       |       |       |       |
| City Hunter (Predator)          |                       | Kevin Peter Hall       |                        |                    |                                 |                       |                              |       |       |       |       |       |       |       |       |       |
| Classic Predator                |                       |                        | Derek Mears            |                    |                                 |                       |                              |       |       |       |       |       |       |       |       |       |
| Berserker Predator              |                       |                        | Brian Steele           |                    |                                 |                       |                              |       |       |       |       |       |       |       |       |       |
| Falconer Predator               |                       |                        | Carey Jones            |                    |                                 |                       |                              |       |       |       |       |       |       |       |       |       |
| Tracker Predator                |                       |                        | Carey Jones            |                    |                                 |                       |                              |       |       |       |       |       |       |       |       |       |
| Fugitive Predator               |                       |                        |                        | Kyle Strauts       |                                 |                       |                              |       |       |       |       |       |       |       |       |       |
| Ultimate Predator               |                       |                        |                        | Brian A. Prince    |                                 |                       |                              |       |       |       |       |       |       |       |       |       |
| Mupitsi (Feral Predator)        |                       |                        |                        |                    |                                 | Dane DiLiegro         |                              |       |       |       |       |       |       |       |       |       |
| Warlord Predator (Grendel King) |                       |                        |                        |                    |                                 |                       | Britton WatkinsV             |       |       |       |       |       |       |       |       |       |
| Dek (Predator)                  |                       |                        |                        |                    | Dimitrius Schuster-Koloamatangi |                       |                              |       |       |       |       |       |       |       |       |       |

## Altri media

### Videogiochi
- Predator
- Predator: Soon the Hunt Will Begin
- Predator 2 (1991, PC)
- Predator 2 (1992, per console)
- Alien vs. Predator (SNES)
- Alien vs Predator: The Last of His Clan
- Alien vs. Predator (Arcade)
- Alien vs. Predator (Jaguar)
- Aliens versus Predator
- Aliens versus Predator 2
- Aliens versus Predator 2: Primal Hunt
- Aliens versus Predator: Extinction
- Predator (Mobile)
- Alien vs. Predator (Mobile)
- Predator: Concrete Jungle
- Alien vs. Predator 3D
- Aliens vs. Predator: Requiem
- Aliens vs. Predator
- Aliens vs. Predator: Evolution
- Predator: Hunting Grounds

Contenuti digitali DLC
- Call of Duty: Ghosts, dlc: Devastation mappa Ruins
- Ghost Recon Wildlands[2]
- Mortal Kombat X
  - Predator DLC
  - Predator/Prey pack DLC
- Fortnite

## Crossover
Le saghe di Alien e Predator hanno dato vita a un crossover nato inizialmente come fumetto nel 1989, e successivamente si è espanso in diversi media, inclusi film, videogiochi e romanzi. La serie di film è iniziata con Alien vs. Predator (2004), diretto da Paul W. S. Anderson, ed è stata seguita da Aliens vs. Predator 2 (2007), diretto dai fratelli Strause.